# Suszów
Suszów – wieś w Polsce położona w województwie lubelskim, w powiecie tomaszowskim, w gminie Telatyn.
| SIMC    | Nazwa        | Rodzaj |
| ------- | ------------ | ------ |
| 0901832 | Suszów-Osada | osada  |

W latach 1975–1998 miejscowość administracyjnie należała do województwa zamojskiego.
Wieś jest sołectwem w gminie Telatyn. Według Narodowego Spisu Powszechnego z roku 2011 wieś liczyła 160 mieszkańców.
Wierni Kościoła rzymskokatolickiego należą do parafii Przemienienia Pańskiego w Nowosiółkach.

## Historia
Wieś położona historycznie w staropolskim powiecie bełskim, w przeszłości nazywana także Suszno. W 1445 r. wieś należała do Dersława i Falisława Suszeńskich z Suszna. W 1492 roku ówczesny dziedzic Stanisław Suszeński zamienił ją na Błażejów w ziemi sochaczewskiej. W roku 1531 wymieniona jako Susow w registrze poborowym powiatu bełskiego, posiadała wówczas 1¾ łana. Własność Jana Zamoyskiego w roku 1571, oddana do Krzysztofa Siedliskiego. W latach 1575–1596 była w posiadaniu rodu Lipskich herbu Grabie.
W roku 1642 wieś stanowiła własność Stefana Komorowskiego herbu Korczak, burgrabiego krakowskiego. Do Komorowskich należała jeszcze w 1750 r. (w tym do Jakuba, kasztelana santockiego) (Herbarz Polski Adam Boniecki – tom XIV).
Według spisu miast, wsi, osad Królestwa Polskiego z roku 1827 wieś liczyła 43 domy i 385 mieszkańców.
W 1880 roku liczyła 49 domów i 409 mieszkańców, w tym 18 katolików i 4 Żydów.
Spis z r. 1921 (wówczas wieś w gminie Poturzyn) wykazał 72 domy oraz 379 mieszkańców, w tym 12 Żydów i aż 271 Ukraińców.
Na przełomie XIX i XX w. istniała we wsi drewniana cerkiew, filialna do parafii Nowosiółki, wybudowana przed 1691 rokiem.